# Agrias gelisi
Agrias gelisi är en fjärilsart som beskrevs av Le Moult 1931. Agrias gelisi ingår i släktet Agrias och familjen praktfjärilar. Inga underarter finns listade i Catalogue of Life.